# It Is So.
It Is So. – pierwszy studyjny album fińskiej grupy Stala & So., wydany 16. lutego 2011 roku. Singlem promującym płytę był utwór Everything For Money. W kwietniu powstał teledysk do utworu Bye Bye.
Na japoński rynek album trafił 24. sierpnia wraz z dwiema bonusowymi piosenkami.

## Lista utworów
1. "The Show By So."
2. "Got To Believe"
3. "One Nite Stand"
4. "She"
5. "(Won't Let You) Down Again"
6. "Pamela"
7. "Bye Bye"
8. "Shout"
9. "My Happy Day"
10. "Woman"
11. "Spring Romance"
12. "Everything For Money"
13. "E-Major"

Edycja japońska
1. "Hot Blooded"
2. "Back On The Road"